# Ypsilon Carinae
Ypsilon Carinae (υ Car) – gwiazda w gwiazdozbiorze Kila, znajdująca się w odległości około 1440 lat świetlnych od Słońca.

## Charakterystyka
Jest to odległy, ale bardzo jasny nadolbrzym należący do typu widmowego A, któremu towarzyszy gwiazda szóstej wielkości, prawdopodobnie podolbrzym reprezentujący typ widmowy B. Gwiazdy są z pewnością związane grawitacyjnie, jako że dzielą one ruch po niebie w czasie ostatnich 200 lat obserwacji. Dzieli je odległość co najmniej 1900 au, okres obiegu środka masy układu to co najmniej 20 000 lat. Bardziej zaawansowany ewolucyjnie, jaśniejszy składnik A teoretycznie powinien mieć większą masę, ale masy obu gwiazd są obecnie znane z dużą niepewnością. Obie są bliskie 9 M☉.